# Chuniza von Giech
Chuniza von Giech, auch Kuniza oder Cuniza, (* um 1120; † 13. April 1143) war durch Geburt und Heirat eine fränkische Gräfin aus dem Geschlecht der Reginbodonen, die nach der von der Kirche erzwungenen Scheidung ihrer Ehe ihr bedeutendes elterliches Erbe dem Hochstift Bamberg übereignete und bald darauf starb. 

## Leben
Ihre Eltern waren Graf Reginbodo (Reinboth) von Giech und Wertheim und dessen Ehefrau Adela von Beichlingen, Schwester des Grafen Friedrich II. von Beichlingen. Chuniza war deren einzige Tochter. Sie wurde 1139 mit dem Grafen Poppo I. von Andechs und Plassenburg († 11. Dezember 1148 bei Konstantinopel) verheiratet. Sie brachte die Burgen Giech und Lichtenfels, dazu Scheßlitz sowie zahlreiche Güter in der Fränkischen Alb in ihre Ehe ein. Der Ehe entsprang ein Sohn, Heinrich, der eine kirchliche Laufbahn durchlief.
Die Ehe mit Poppo wurde 1142 auf Betreiben des Bischofs Egilbert von Bamberg per Synodalbeschluss wegen zu naher Verwandtschaft der beiden Gatten geschieden. Chuniza übergab daraufhin ihr gesamtes elterliches Erbe – die Burgen Giech, Lichtenfels und Mistelfeld samt allem Zubehör – dem Bistum Bamberg. Im Gegenzug erhielt sie einen Hof in Zeil am Main als Wohnsitz, dazu jeweils 20 Pfund Einkünfte aus Bamberg und Forchheim sowie durch ihren Vormund, den Grafen Friedrich II. von Beichlingen, einen Hof ihres Vaters. Ob sie, wie mancherorts überliefert, in ein Kloster eintrat, ist nicht gesichert, aber eher unwahrscheinlich. Am 13. April 1143 verzeichnete der Nekrolog des Domkapitels zu Bamberg, und nicht etwa der eines Klosters, ihren Tod. Sie wurde in der Klosterkirche von Millstadt in Kärnten beigesetzt, wo ihr Sohn Heinrich von 1166 bis nach 1177 als Heinrich II. Abt war.

## Erbstreit
Um Chunizas dem Hochstift Bamberg überlassenes Erbe kam es schon bald zu bewaffneten Auseinandersetzungen, da Poppo I. sich das Giecher Erbe nicht entgehen lassen wollte. Erst nach Chunizas Tod 1143 kam es im Mai/Juni zu einer Einigung zwischen ihm und dem Hochstift. Letzteres behielt die Burg Giech, die Hälfte der Burg Lichtenfels und einige Güter im Maintal; die übrigen Besitzungen Chunizas kamen als Bamberger Lehen auf Lebenszeit an Poppo, den Sohn Heinrich und den Bruder Poppos, Berthold III., Markgraf von Istrien († 1188), und sollten nach deren Tod an das Hochstift zurückfallen. Außerdem wurde Poppo für den Verzicht auf einen Teil der Mitgift seiner Frau mit der bisher von hochstiftischen Ministerialen verwalteten Grafschaft im Radenzgau als Bamberger Lehen entschädigt.